# Астрагал (гра)

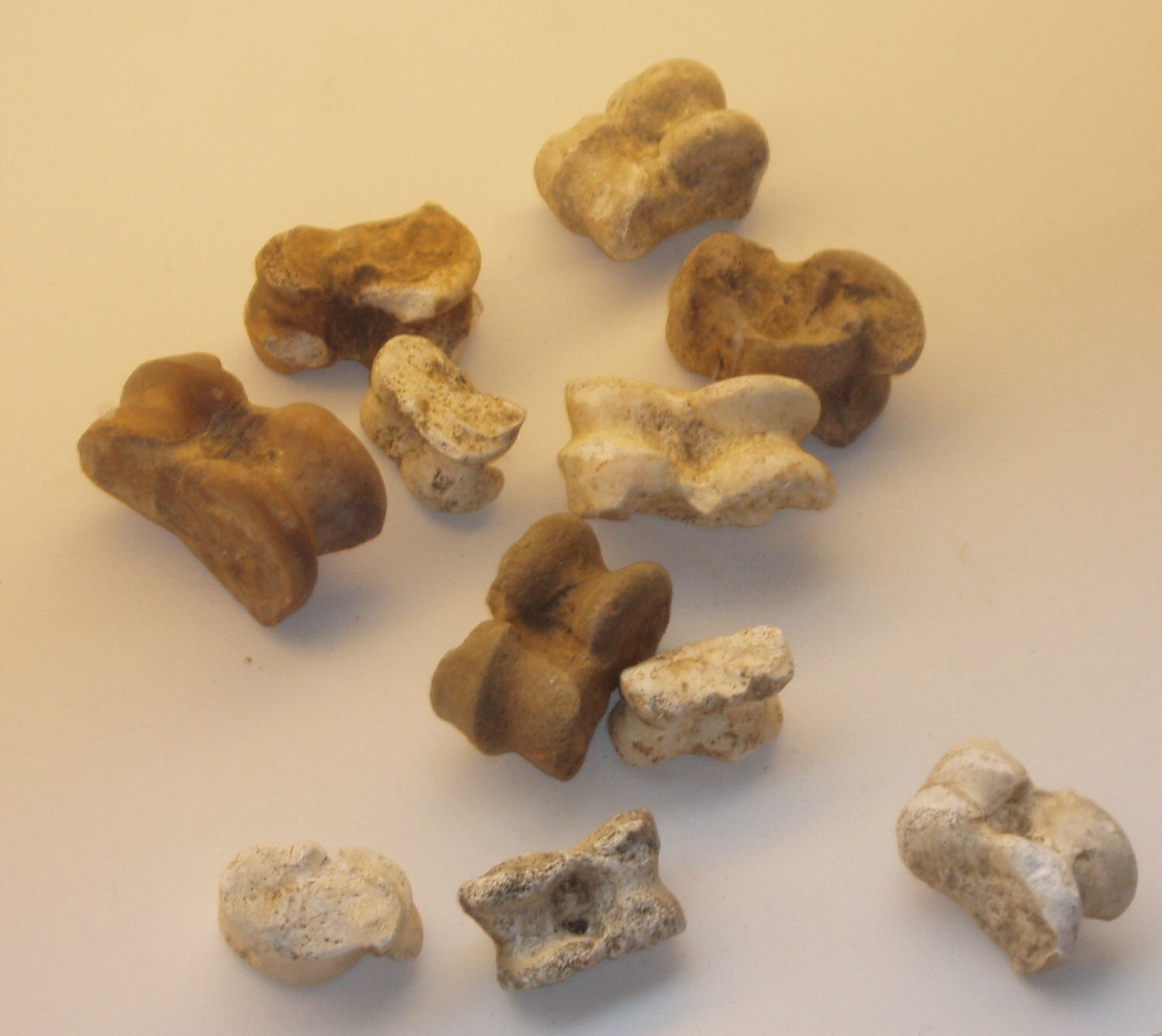
Бабки з астрагалу вівці

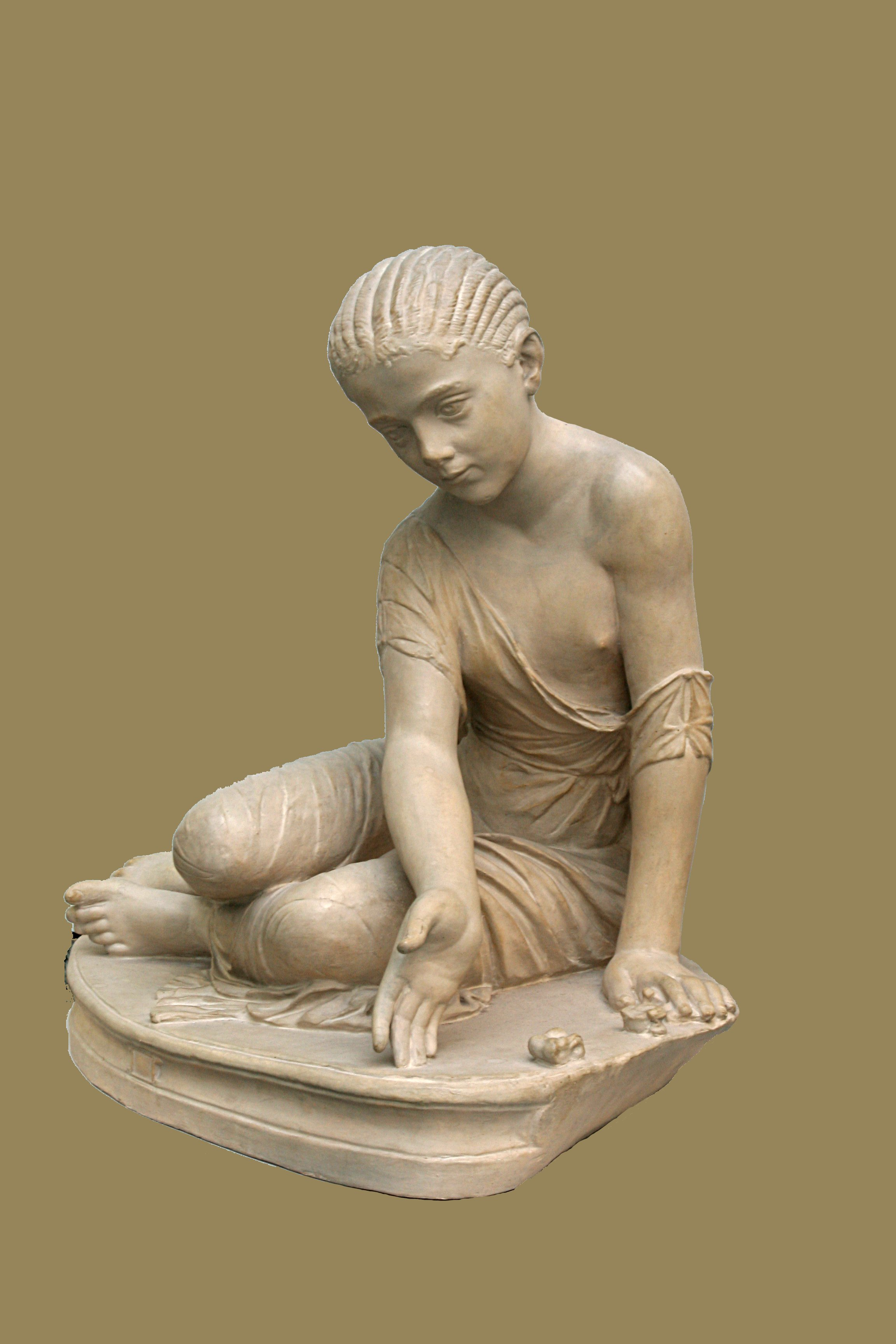
Давньоримська скульптура дівчини, що грає з астрагалами, 130—150 рр. до н. е.; Пергамський музей, Берлін

Гра з астрага́лами — гра, в якій використовували астрагали, таранну кістку суглоба задньої кінцівки парнокопитної тварини; найпоширеніша гра серед народів світу. Астрагали — попередники сучасних гральних кубиків.

## Легенди про походження гри
Гра була поширена у Стародавній Греції, про що свідчать численні літературні джерела й археологічні знахідки. Софокл приписував винахід гри з астрагалами Паламеду, в яку він навчив грати греків під час Троянської війни. Павсаній згадує про храм Фортуни, в якому Паламед і запропонував власну гру. Й Іліада, й Одіссея містять опис ігор, подібних за характером до бабок.
За іншою легендою, Зевс, щоб скрасити самотність Ганімеда на горі Іда, дав йому золоті фішки для ігор та Ероса у компаньйони. За твердженням Аполлонія, громовержець навіть сам брав участь в грі. Водночас Геродот і Платон приписували іноземне походження гри. Платон у «Федрі» винахідником гри називає єгипетського бога Тота. А Геродот розповідає про появу гри у лідійців під час голоду за царя Атіса, власне, як і всіх інших ігор, за винятком шахів.

## Опис ігор з астрагалами

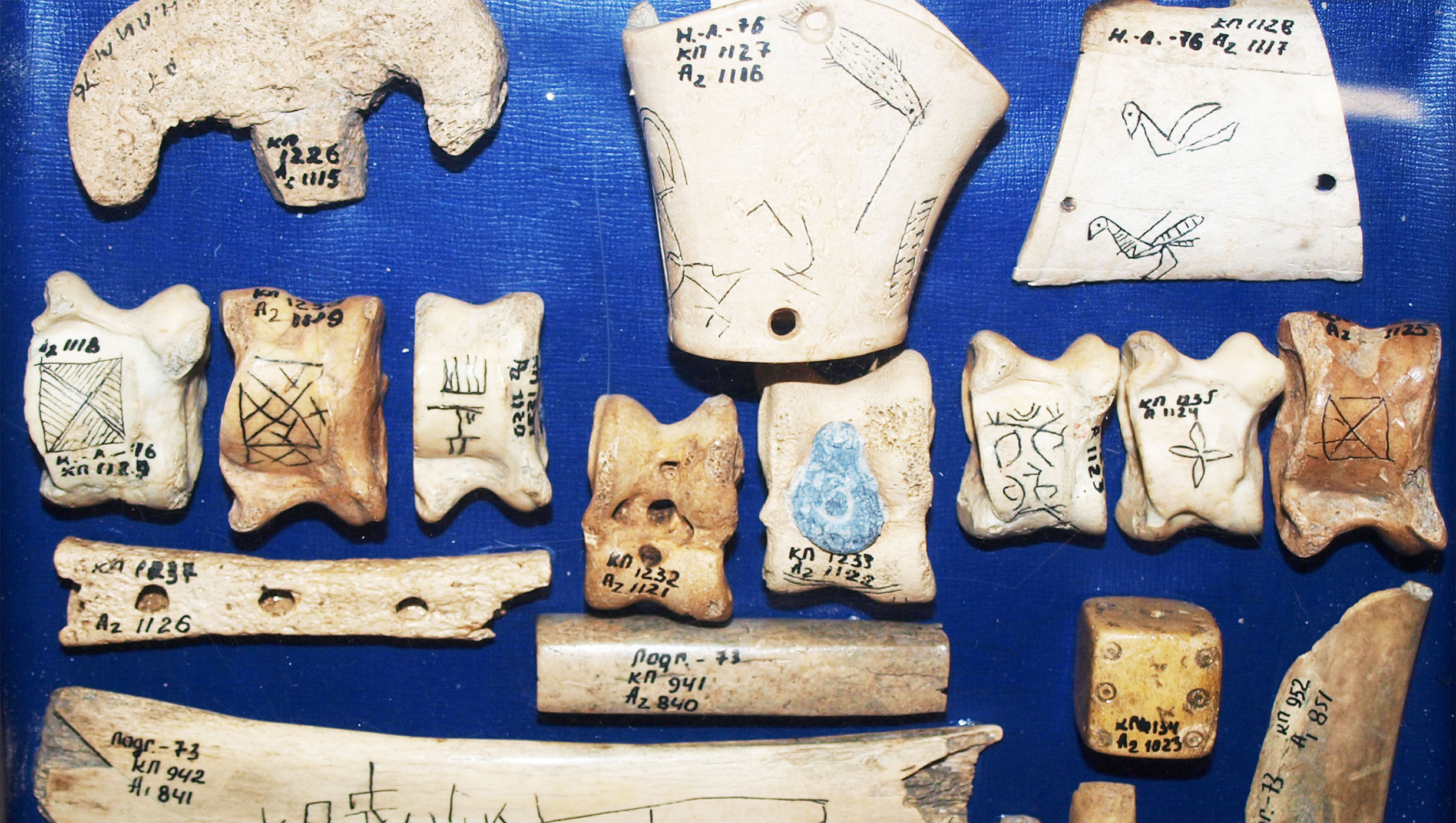
Астрагали (середній ряд). Східна Україна, V—X ст. н. е.

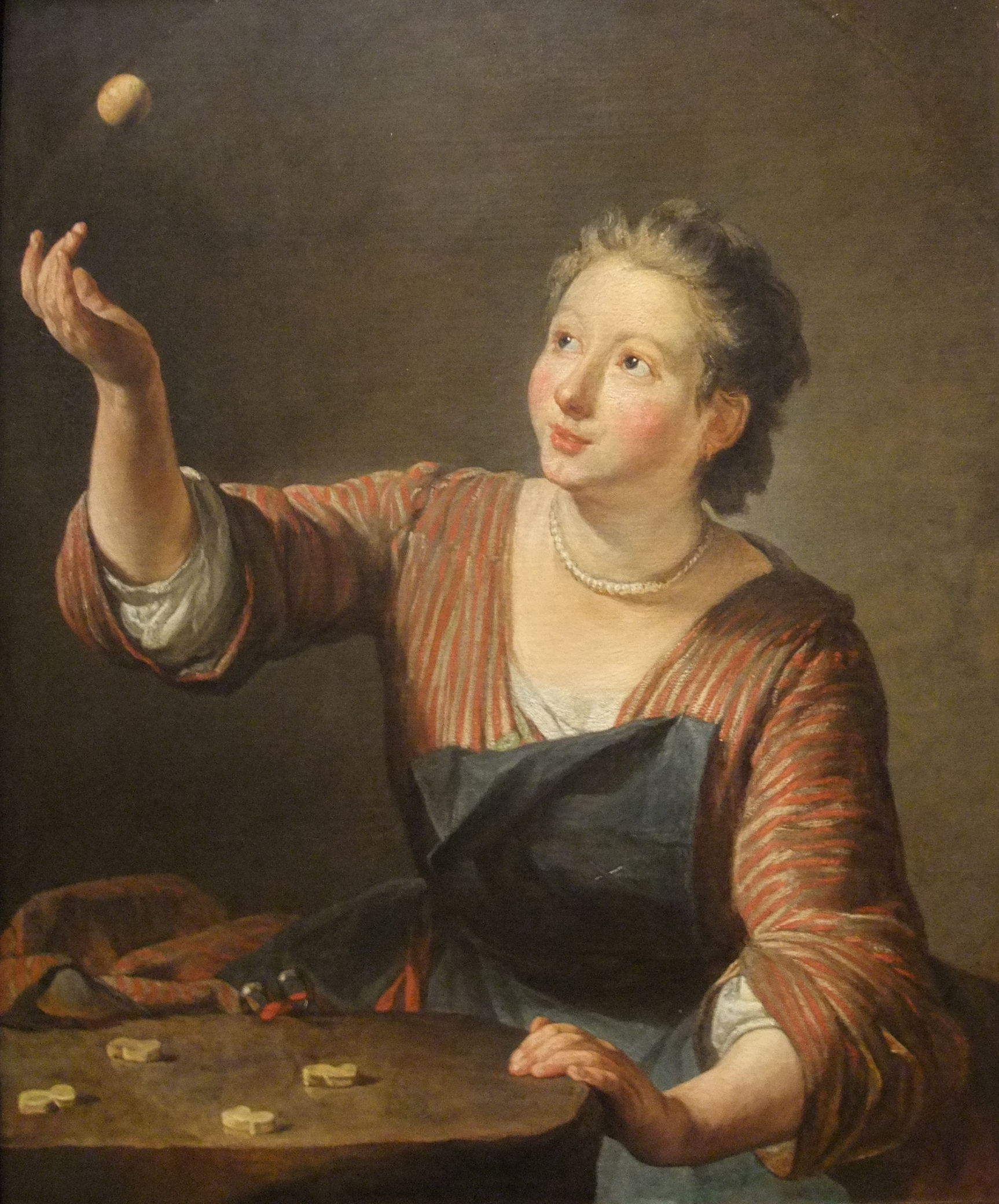
Гра у кості. Картина Шардена, 1734

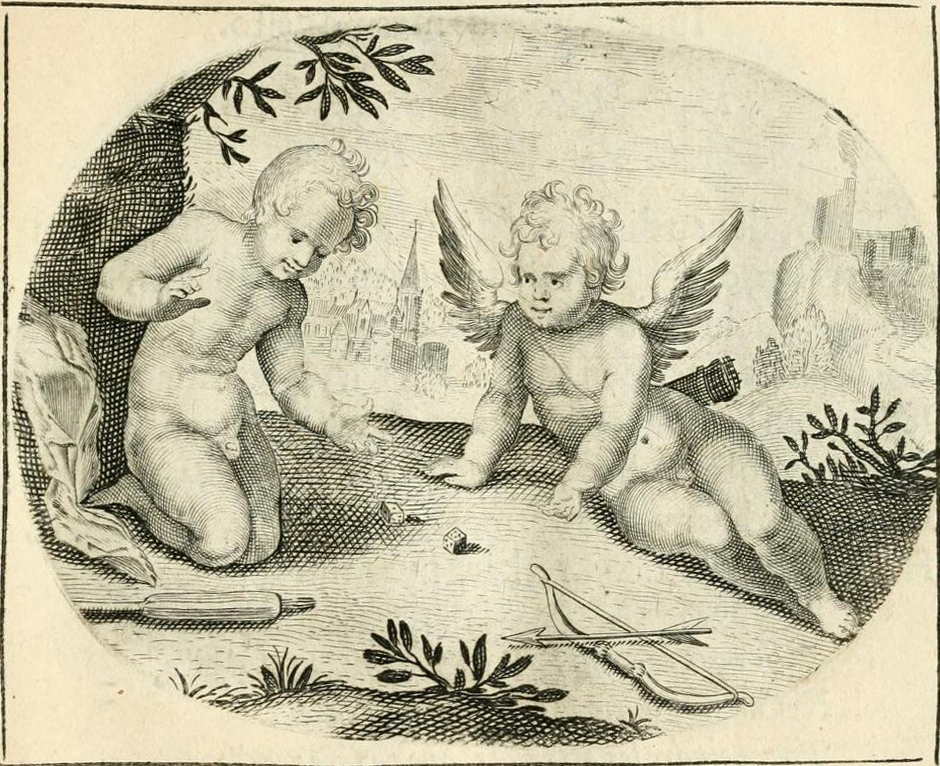
Даніел Гейнсій Купідони грають у кості, 1615.

Астрагали оброблялись у різний спосіб: висвердлювали отвори, обважнювали свинцем, запилювали, фарбували, наносили знаки. Найповнішу класифікацію розробив Б. Г. Петерс на античному матеріалі. З них робили амулети, застібки, кістки для ігор, також використовували як засіб видобування вогню.
Деякі народи світу використовували їх, як засоби для гадання та ворожіння.
Існувало кілька видів ігор:
- Гра в кості — бабка випадала певною стороною, а гравці підраховували кількість очок.
- Гра в бабки (у паці)[5]. Розкладені у певному порядку астрагали вибивали биткою. Кожна зі сторін мала назву і «ціну». Кістка з різних сторін мала певну форму, що дозволяло не наносити додатково маркування сторін[6].
- Гра з чотирма астрагалами. У Стародавній Греції та Римі використовували чотири астрагали. Різні комбінації мали власну назву. Найвдалішим вважався результат, коли всі бабки падали на різні сторони (грец. αφροδίτη, лат. iactus venerius). Короткі бічні сторони астрагала майже не враховувалися, оскільки астрагал рідко затримувався у такому положенні. Найгіршим — коли всі бабки падали на вузьку рівну сторону (грец. κύων, лат. canis)[7]
- Тропа (грец. τρόπα) — поширена в античному світі гра з п'ятьма астрагалами. Бабки підкидали і ловили тильним боком долоні. Переможцеві діставалися виграні кості. Варіант: астрагали кидали всередину намальованого кола або у вирите в землі заглиблення, та вибивали биткою[3].
- Подібні ігри з підкиданням і підхопленням тильною стороною долоні дрібних предметів, у тому числі астрагалів, існують у різних народів світу й досі, зокрема корейська конґінорі.
- Ашик або асик — ігри з астрагалами у тюркських кочових народів.

На території України археологи знаходили астрагали, які клали в могили як супровідний інвентар. Астрагали відомі у багатьох культурах доби бронзи, хоча початок їх використання сягає більш давнього часу. Уже для катакомбної культури можна говорити про наявність виразних гральних наборів. Гральні набори з кількох кісток виявляли також у культурному шарі давніх поселень і міст.
Колекція гральних астрагалів зберігається у Національному музеї історії України.

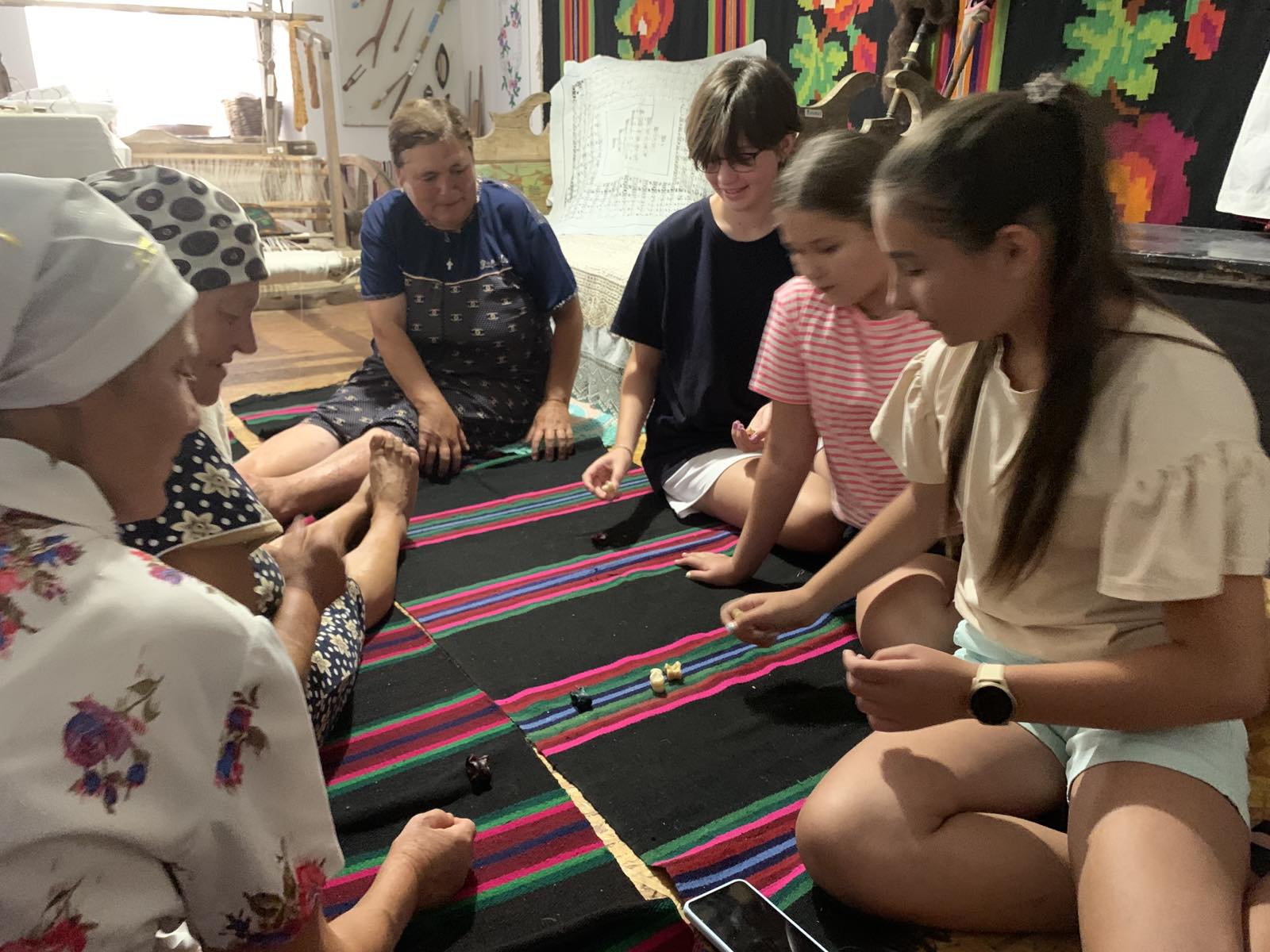
Гра ашик у селі Котловина Ізмаїльського району

У травні 2024-го року внесено традиційну гру болгар та гагаузів "Ашик" до Національного переліку елементів нематеріальної культурної спадщини України.